# Figury akrobacji lotniczej
Figury akrobacji lotniczej – zaplanowane i celowe działania pilota mające na celu wykonanie przez samolot akrobacyjny lub szybowiec akrobacyjny manewru o określonym torze i kształcie. 
Następujące po sobie kolejne figury akrobacji lotniczej nazywamy wiązanką. 
Figury akrobacji lotniczej są elementem akrobacji lotniczej, a ich punktowane przez sędziów wykonanie zalicza się do sportów lotniczych.
Figury akrobacji lotniczej to:
- beczka,
- korkociąg,
- opadanie liściem,
- pętla,
- przewrót,
- spirala,
- ślizg na ogon,
- wywrót,
- zawrót,
- zwrot bojowy,
- świeca,
- lot nurkowy,
- kobra.